# Dolina Warkocza
Dolina Warkocza este o arie protejată (sit de importanță comunitară — SCI) din Polonia întinsă pe o suprafață de 337,91 ha, integral pe uscat.

## Localizare
Centrul sitului Dolina Warkocza este situat la coordonatele 50°49′05″N 20°44′19″E / 50.8181°N 20.7385°E.

## Înființare
Situl Dolina Warkocza a fost declarat sit de importanță comunitară în octombrie 2009 pentru a proteja 7 specii de animale.

## Biodiversitate
Situată în ecoregiunea continentală, aria protejată conține 4 habitate naturale: Pajiști cu Molinia pe soluri calcaroase, turboase sau argilos-nămoloase (Molinion caeruleae), Fânețe de joasă altitudine (Alopecurus pratensis, Sanguisorba officinalis), Formațiuni ierboase bogate în specii de Nardus, dezvoltate pe substraturi silicioase în zone montane (și în zone submontane, în Europa continentală), Păduri aluvionare cu Alnus glutinosa și Fraxinus excelsior (Alno-Padion, Alnion incanae, Salicion albae).
La baza desemnării sitului se află mai multe specii protejate:
- mamifere (2): castor (Castor fiber), vidră de râu (Lutra lutra)
- nevertebrate (2): Ophiogomphus cecilia, Unio crassus
- pești (3): zglăvoacă (Cottus gobio), cicar (Lampetra planeri), boarță (Rhodeus amarus)